# Aşağı Uzunoba
Aşağı Uzunoba (Ashagy Uzunoba, Uzun-oba-ashaga) ist ein Dorf und eine Gemeinde im Rayon Babək von Nachitschewan, Aserbaidschan. 2005 hatte der Ort 448 Einwohner. Der Name bedeutet „Unter-Uzunoba“ (Dorf).

## Geographie
Der Ort liegt am rechten Ufer des Flusses Naxçıvançay (Nachitschewantschai) und an der Hauptstraße von Naxçıvan nach Şahbuz, 18 km nördlich des Distrikt-Zentrums Babək. Die Bevölkerung lebt hauptsächlich vom Getreideanbau und Tierhaltung. Es gibt eine weiterführende Schule, eine Bibliothek, einen Club und ein medizinisches Zentrum. Der Ort liegt auf einer Höhe von 944 m. Im Umkreis liegen die Ortschaften Yuxarı Uzunoba, Yeniyol, Kültəpə (Kyul’tepe) und Xəlilli. Westlich der Hauptstraße befindet sich der Stausee Uzbona Su Anbarı.

## Persönlichkeiten
- Ziyafet Askerov (geb. 24. Oktober 1963) Erster Stellvertretender Vorsitzender der Nationalversammlung der Republik Aserbaidschan.[4]